# Lipnița
Lipnița is een Roemeense gemeente in het district Constanța.
Lipnița telt 3365 inwoners.